# Halichoeres insularis
Espèce
Statut de conservation UICN

 VU D2 : Vulnérable
Halichoeres insularis est une espèce de poissons osseux de petite taille de la famille des Labridae, considérée comme vulnérable par l'UICN.

## Aire de répartition
Cette espèce endémique aux îles Revillagigedo (Mexique). Elle se rencontre à une profondeur comprise entre 7 et 10 m.

## Description
Il peut atteindre une longueur totale de 70 mm.

## Nom vernaculaire
Cette espèce est communément appelée Donzelle de Socorro. 